# Huang Zhangjiayang
Pour les articles homonymes, voir Huang.
Huang Zhangjiayang est une gymnaste rythmique chinoise née le 15 février 2000 dans le Sichuan.
Elle a remporté la médaille d'or de l'épreuve par équipes de gymnastique rythmique aux Jeux olympiques d'été de 2024, organisés à Paris.